# FGF20
Il fattore di crescita dei fibroblasti 20 è una proteina che nell'uomo è codificata dal gene FGF20.

## Funzione fisiologica
La proteina codificata da questo gene, è un membro della famiglia del fattore di crescita dei fibroblasti (FGF). I membri della famiglia FGF posseggono ampia attività mitogena e di sopravvivenza cellulare, e sono anche coinvolti in una varietà di processi biologici, tra cui lo sviluppo embrionale,  la crescita cellulare, la morfogenesi, i meccanismi di riparazione dei tessuti, la crescita e l'invasione del tumore. 
Questo gene ha anche dimostrato di essere espresso nel cervello normale, in particolare nel cervelletto. 
Nel ratto è preferenzialmente espresso nel cervello ed è in grado di migliorare la sopravvivenza dei neuroni dopaminergici del mesencefalo in vitro. 
Le variazioni di espressione genica di questo gene condizionano la suscettibilità alla Malattia di Parkinson.